# 本場所
本場所，是日本相撲協會舉行的官方專業相撲比賽。每年有六次，這個系統在1958年建立。本場所的結果在確定力士的晉升和降級方面很重要。相撲的層級由上而下依序為：幕內(幕內又分為五個等級)、十兩、幕下、三段目、序二段、序ノ口(序之口)。共有十個。
幕內的五個等級：
- 橫綱（よこづな (相撲的最高等級)）
- 大關（おおぜき）
- 關脇（せきわけ）
- 小結（こむすび）
- 前頭（まえがしら）

另外，一般又將大關、關脇、小結這三個等級稱為「三役」。
本場所的字面翻譯是“主要（或真實）的比賽”，這個術語用於區別在地方上的巡迴表演(巡業)。這些比賽是六個主要比賽之間的相撲之旅。這樣的表演賽可能附有獎金，但力士的表現對他的排名沒有影響。所以稱為花相撲，因為它不被力士認真對待。
本場所在單數月份舉行，每次15天，幕內和十兩級選手比15天。幕下、三段目、序二段、序ノ口級別比7天。較低層級力士的比賽從上午8點30分開始，大約15:50幕内級力士比賽開始，大約17:00結束全日比賽。大多數力士的第一個目標是獲得勝越或大部分勝利，從而確保下一次場所的晉級。此外，每個層級都有冠軍(優勝)。 如果出現平局(平局是指有兩名或兩名以上力士最多勝場的戰績相同者。例如：2022年11月(令和4年九州場所)，幕內的 貴景勝、高安、阿炎，三位力士同為最多勝，戰績皆為12勝3敗。)，將於比賽的最後一天(千秋樂)當天加賽優勝決定戰以決勝負。
優勝決定戰  制度之源由及規則
1909年6月場所開始設置了大相撲的優勝制度，授予優勝匾額。當時，凡有勝敗成績相同時，以番付上位(位階較高)的力士作為優勝。但是，二戰後作為恢復大相撲人氣的方策之一，喚起對優勝競爭的趣味，決定在成績相同的場合進行優勝決定戰，從1947年6月場所起實施。
僅2人成績相同時，直接對戰，無需抽籤。有多人成績相同時需通過抽籤決定取組順序。
　　有3人成績相同時，即進行所謂的"巴戰"。巴戰的規則為:賽前先抽籤確定「東」「西」「○」，然後「東」「西」兩者先進行對戰，「○」為等待者。「東」「西」對戰之後，勝者再與等待者對戰，如此反覆直至出現二次連勝者為優勝。
　　有n人(4人(含)以上)成績相同時，若n為偶數，通過抽籤定出「東1」～「東n/2」、「西1」～「西n/2」，東西同數字2人進行n/2組對戰，敗者淘汰，勝者晉級到下一輪，人數減為n/2人；n為奇數時，通過抽籤定出「東1」～「東(n-1)/2」、「西1」～「西(n-1)/2」及「○」，東西同數字2人進行(n-1)/2組對戰，敗者淘汰，勝者晉級到下一輪，運氣好抽到「○」的人不戰即可暫為勝者晉級到下一輪，人數減為(n+1)/2人。然後反覆此過程，最終剩下2人則進行通常的對戰，剩下3人則進行巴戰。簡單的說就是在優勝決定戰的對戰中，除非是有進入到巴戰階段，否則只要是輸掉1場就會被淘汰了。
　　1996年11月場所，曾有橫綱曙、大關若乃花、大關武藏丸、大關貴之浪（貴ノ浪，Takanonami）、關脅魁皇等5人（均11勝4敗、優勝為武藏丸）進行優勝決定戰。在下位力士中，最多甚至有多達12位序二段力士參加優勝決定戰。
除非需要進入優勝決定戰，否則兩名力士將在整個比賽中互相碰頭不超過一次。比賽時間表由相撲協會年寄在比賽日前一天或兩天訂定，並且可以在前一天由相撲比賽高級行司
宣布。
雖然沒一般準則，但一般會在首半場所安排前頭力士與三役力士比賽，之後是三役之間與橫綱的比賽。其餘隊伍由他們的勝負記錄決定。一個考慮因素是盡量減少決勝局的必要性，除了優勝決定戰外，同一部屋或同一門的力士都不會相互爭鬥。
如果力士因傷病休場，他就是不戰而敗，他的對手則不戰而勝。在製定下一屆場所排名時，任何沒參加他應該要比賽的力士都算戰敗。如退出的結果導致一個級別的力士人數出現單數，則安排下一級別最高枚目(筆頭)，升至該級別的最低枚目。
2011年3月的比賽被取消，原因是相撲協會對幾名涉及比賽造假的關取進行調查。這是自1946年以來第一次取消一個場所，因為在第二次世界大戰中遭受破壞後，兩國國技館需要裝修沒有舉行夏季錦標賽。2011年5月的比賽繼續進行，但被日本相撲協會描述為“技能審查”賽，而不是一個完全的本場所，免費贈送門票，也沒有獎金或獎杯。